# Kontrafakt
Kontrafakt è un gruppo musicale slovacco formatosi nel 2001. È costituito dai rapper Rytmus e Ego, e dal DJ Anys.

## Storia del gruppo
La pubblicazione del primo album in studio E.R.A., risalente al 2004, ha permesso alla formazione di conseguire il 2º posto nella SK Albums e l'ingresso nella classifica slovacca, superando il fatturato di oltre 10 000 vendite e figurando tra gli LP più venduti in Slovacchia del 2005. Sono stati inoltre votati il gruppo di maggior successo nell'ambito dei Music Box Award, tenutisi nel 2004. Navždy, uscito nel 2013, è divenuto il loro primo disco a imporsi in vetta alla classifica in Cechia, picco che ha mantenuto per due settimane di fila; si tratta inoltre dell'album più venduto in Slovacchia dell'intero anno.
Nel 2019 è stato messo in commercio Real Newz, numero uno nella SK Albums per più di dieci settimane consecutive, disco a cui ha fatto seguito KF ako Rolls (2021), anch'esso posizionatosi al vertice della stessa graduatoria.

## Discografia

### Album in studio
- 2004 – E.R.A.
- 2007 – Bozk na rozlúčku
- 2013 – Navždy
- 2019 – Real Newz
- 2021 – KF ako Rolls

### Album video
- 2005 – Murdardo Mulano Tour 2005

### Singoli
- 2003 – Dáva mi/Dobré veci/Moja rola
- 2014 – Keď jazdíme my
- 2021 – Reklama na rap
- 2021 – Iní